# Руїнас
Руїнас (італ. Ruinas, сард. Arruinas) — муніципалітет в Італії, у регіоні Сардинія,  провінція Ористано.
Руїнас розташований на відстані близько 380 км на південний захід від Рима, 80 км на північ від Кальярі, 27 км на схід від Ористано.
Населення — 680 осіб (2014).
Покровитель — San. Giorgio Martire.

## Демографія
Населення за роками:

Станом на 1 січня 2023 року в муніципалітеті офіційно проживав 21 іноземець з 6 країн, серед них 6 громадян країн Євросоюзу та 1 громадянин України.

## Сусідні муніципалітети
- Аллаї
- Азуні
- Могорелла
- Самугео
- Сіаманна
- Вілла-Сант'Антоніо
- Віллаурбана